# 魏達赫格拉本河 (阿爾特米爾河支流)
49°04′02″N 10°48′41″E / 49.06722°N 10.81146°E
魏達赫格拉本河是德國的河流，位於該國東南部，由巴伐利亞負責管轄，屬於阿爾特米爾河的左支流，河道全長2.7公里，流經魏森堡-貢岑豪森縣。